# الجبله السفلى (الملاح)

تعديل مصدري - تعديل

الجبله السفلى هي إحدى قرى عزلة الملاح بمديرية الملاح التابعة لمحافظة لحج، بلغ تعداد سكانها 101 نسمة حسب تعداد اليمن لعام 2004.